# テレテック

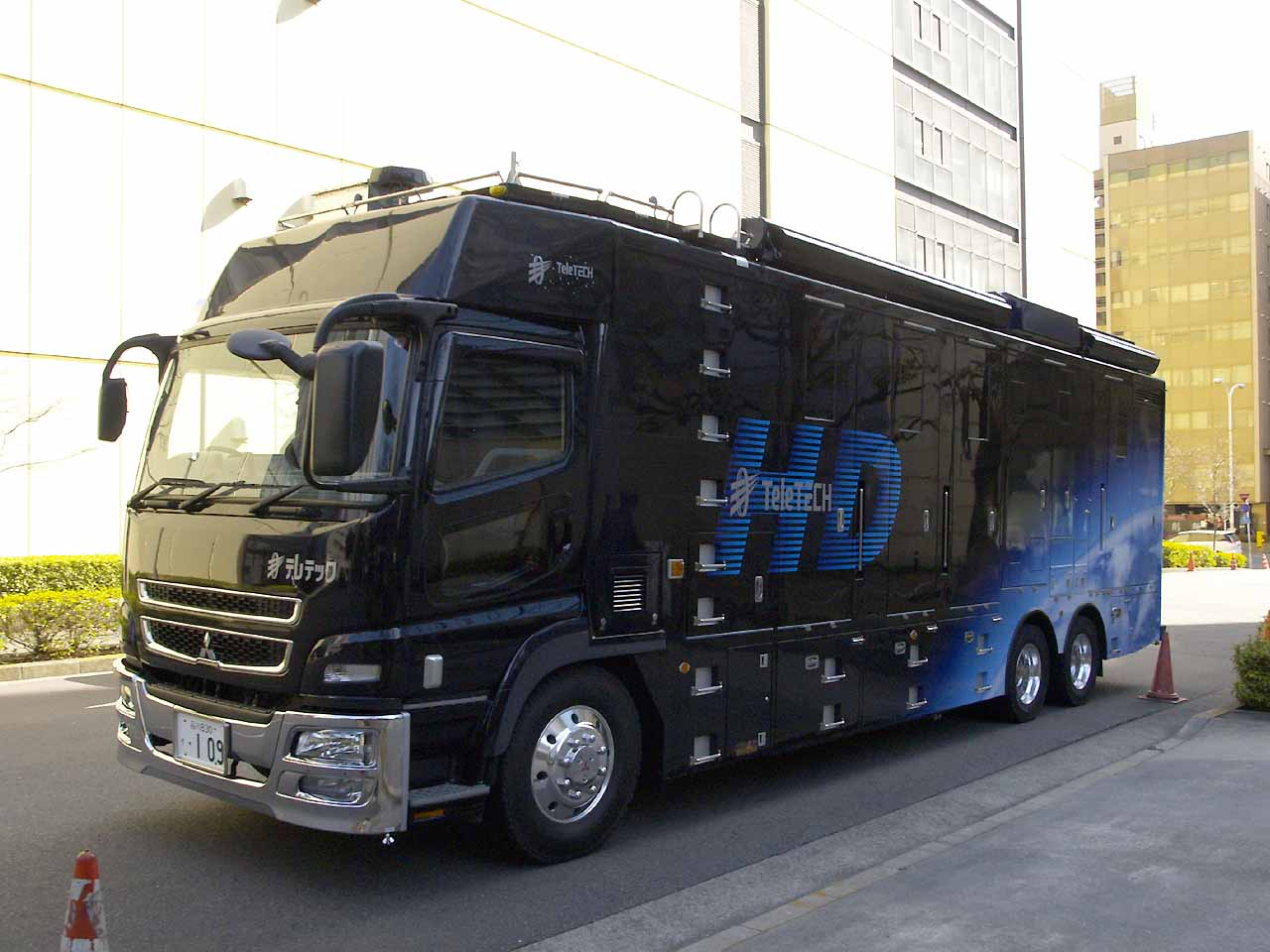
HD大型中継車（ベース車：三菱ふそう・スーパーグレート

株式会社テレテック（TeleTECH）は、1975年に創立された放送番組の技術（ENG、照明、中継、SNG中継、VTR編集、MA）や制作などを行っている企業である。
2018年1月現在、日本で唯一となる大型トレーラ型HD中継車を2台（うち1台は4K対応）、HD中継車を3台（うち1台は4K対応）、SNG対応小型中継車を1台所有している。
かつてはテレビ朝日の持分法適用関連会社であったが、2001年度に株式を売却したため持分法適用関連会社ではなくなった。ただし、2018年現在もテレビ朝日から非常勤で出向役員がおり、関係が続いている。

## 主な実績

### 制作

#### テレビ番組
スポーツ
- レギュラー番組
  - ワールドプロレスリング（1973年4月 - 、※制作業務は年代不明）
- 単発・特別番組

バラエティ
- レギュラー番組
  - パッパラ!パラダイス 朝から早坂（1993年4月 - 1997年3月）
  - あなあきロンドンブーツ（1996年4月 - 1997年9月）
  - ぷらちなロンドンブーツ（1997年10月 - 2002年9月）
  - イナズマ!ロンドンハーツ（1999年4月 - 2001年9月）
  - ぷらちなロンドンブーツHIGH↑（2002年10月 - 2004年9月）

### 技術

#### テレビ番組
報道・情報
- レギュラー番組
  - アインシュタイン（フジテレビ 1990年10月 - 1991年9月）
  - スーパーJチャンネル お天気コーナー（1997年4月 - ）

スポーツ中継
- 野球
  - プロ野球完全中継 ライオンズ（2012年 - 2015年）
  - LIONS BASEBALL L!VE（フジテレビTWO 2016年2月 - ）
- サッカー
  - 全国高等学校サッカー選手権大会（日本テレビ 予選の試合中継協力（2009年-2010年の88回大会は市原臨海競技場担当）
- 格闘技
  - ワールドプロレスリング（1973年4月 - 、※技術業務は1980年代以降）
- マラソン
  - 新春スポーツスペシャル箱根駅伝（日本テレビ 箱根・芦ノ湖フィニッシュ・スタート担当）

バラエティ
- レギュラー番組
  - やる気マンマン日曜日（毎日放送テレビ、ホリプロ 1987年10月 - 1989年4月）
  - アイドル共和国（1989年4月 - 1991年3月）
  - 桜っ子クラブ（1991年4月 - 1994年9月）
  - さんまのナンでもダービー（1993年4月 - 1995年9月）
  - 伊東家の食卓（日本テレビ 1997年10月 - 2007年3月）

テレビドラマ
- 連続ドラマ
  - エプロンおばさん（フジテレビ、C.A.L. 1983年1月 - 5月）

#### イベント・コンサート
コンサート中継

### 照明

#### テレビ番組
報道・情報
- レギュラー番組
  - ニュースステーション（1985年10月 - 2004年3月）
  - スーパーJチャンネル（1997年4月 - ）
  - 報道ステーション（2004年4月 - ）
  - 報道ステーション SUNDAY（2011年10月 - 2017年4月）
  - グッド!モーニング（2013年9月 - ）
  - サタデーステーション（2017年4月 - ）
  - サンデーステーション（2017年4月 - ）
  - 中居正広のニュースな会（2019年4月 - ）
- 単発・特別番組
  - 池上彰が選ぶ日本を変えたニュース55年史（2014年2月）

スポーツ
- 単発・特別番組
  - ゴン中山&ザキヤマのキリトルTV（2014年1月 - ）

バラエティ
- レギュラー番組
  - 愛のエプロン（1999年10月 - 2000年3月）
  - 愛のエプロン2（2000年4月 - 2002年9月）
  - 愛のエプロン3（2002年10月 - 2004年9月）
  - 銭形金太郎（2002年10月 - 2007年12月）
  - アメトーーク!（2003年4月 - ）
  - くりぃむナントカ（2004年10月 - 2008年9月）
  - シルシルミシル（2008年10月 - 2014年9月）
  - 快盗!!シノビーナ（2008年11月 - 2009年9月）
  - そうだったのか!池上彰の学べるニュース（2010年4月 - 2011年12月）
  - マツコ&有吉の怒り新党（2011年4月 - 2017年3月）
  - 雑学家族（2012年4月 - 2013年3月）
  - 激論!どっちマニア（2012年10月 - 2013年3月）
  - あっちマニア（2013年4月 - 9月）
  - 初めて○○やってみた（2014年4月 - 2015年5月）
  - 坂上忍の成長マン!!（2014年4月 - 2015年3月）
  - 美女たちの日曜日（2015年4月 - 6月）
  - 日本人の3割しか知らないこと くりぃむしちゅーのハナタカ!優越館（2015年4月 - ）
  - あるある議事堂（2016年4月 - 2017年4月）
  - アップデート大学（2016年10月 - 2017年9月）
  - マツコ&有吉 かりそめ天国（2017年4月 - ）
  - バクモン学園（2017年4月 - 2018年3月）
  - こんなところにあるあるが。土曜・あるある晩餐会（2017年4月 - 9月）
  - 激レアさんを連れてきた。（2017年10月 - ）
  - ソノサキ〜知りたい見たいを大追跡!〜（2017年10月 - 2019年3月）
  - テンション上がる会?〜地球のことで熱くなれ!〜（2017年10月 - 2018年3月）
  - ビートたけしのスポーツ大将（2017年11月 - 2018年9月）
  - 爆問ファンド マネーの成功グラフ（2018年4月 - 10月）
  - オータケ・サンタマリアの100まで生きるつもりです（2018年10月 - 2019年3月）
  - 100まで楽しむつもりです（2019年4月 - 9月）
  - 爆笑問題のシンパイ賞!! → 爆笑問題&霜降り明星のシンパイ賞!!（2019年10月 - ）
- 単発・特別番組
  - もしもさんまさんだったら…?（2010年10月）
  - 三村&有吉特番（2014年1月 - ）

クイズ
- レギュラー番組
  - 今すぐ使える豆知識 クイズ雑学王（2007年10月 - 2011年9月）
- 単発・特別番組
  - くりぃむVS林修!クイズサバイバー（2014年12月 - ）

音楽
- レギュラー番組
  - BEST HIT TV（2001年4月 - 2002年3月）
  - Matthew's Best Hit TV（2002年4月 - 2005年3月）
  - Matthew's Best Hit TV＋（2005年4月 - 2006年3月）
  - Matthew's Best Hit UV（2006年4月 - 9月）

テレビドラマ
- 連続ドラマ
  - アタックNo.1（国際放映 2005年4月期クール、木曜ドラマ枠）
  - 熟年離婚（共同テレビ 2005年10月期クール、木曜ドラマ枠）
  - けものみち（共同テレビ 2006年1月期クール、木曜ドラマ枠）
  - 犬を飼うということ〜スカイと我が家の180日〜（ザ・ワークス 2011年4月期クール、金曜ナイトドラマ枠）
  - でたらめヒーロー（読売テレビ、ケイファクトリー 2013年4月期クール、木曜ドラマ枠）
  - 超絶☆絶叫ランド（CBCテレビ、AX-ON 2013年7月期クール）
  - 緊急取調室（国際放映 2014年1月期クール、木曜ドラマ枠）
  - ゼロの真実〜監察医・松本真央〜（MMJ 2014年7月期クール、木曜ドラマ枠）
  - HEAT（関西テレビ、共同テレビ 2015年7月期クール、火曜10時ドラマ枠）
  - はじめまして、愛しています。（5年D組 2016年7月期クール、木曜ドラマ枠）
  - グ・ラ・メ!〜総理の料理番〜（MMJ 2016年7月期クール、金曜ナイトドラマ枠）
  - CRAZY（スマイラルピクチャーズ、PLAYLAB、R.I.S Enterprise 2016年10月期クール）
  - 大貧乏（フジテレビ、共同テレビ 2017年1月期クール、日9ドラマ枠）
  - 男水!（ポリゴンマジック、日テレアックスオン 2017年1月期クール）　
  - 就活家族〜きっと、うまくいく〜（ジャンゴフィルム 2017年1月期クール、木曜ドラマ枠）
  - 犯罪症候群 Season1（東海テレビ、WOWOW、共同テレビ 2017年4月 - 5月、オトナの土ドラ枠）
  - 犯罪症候群 Season2（WOWOW、東海テレビ、共同テレビ 2017年6月 - 7月、連続ドラマW枠）
  - 黒革の手帖（アズバーズ 2017年7月期クール、木曜ドラマ枠）
  - ブラックリベンジ（読売テレビ、AX-ON 2017年10月期クール、木曜ドラマF枠）
  - 明日の約束（関西テレビ、共同テレビ 2017年10月期クール、火曜9時ドラマ枠）
  - ハゲタカ（ジャンゴフィルム 2018年7月期クール、木曜ドラマ枠）
  - ブラックスキャンダル（読売テレビ、AX-ON 2018年10月期クール、木曜ドラマF枠）
  - SUITS/スーツ（フジテレビ、共同テレビ 2018年10月期クール、月9ドラマ枠）
  - 僕とシッポと神楽坂（アズバーズ 2018年10月期クール、金曜ナイトドラマ枠）
  - プリティが多すぎる（日本テレビ、R.I.S Enterprise 2018年10月期クール）
  - ハケン占い師アタル（5年D組 2019年1月期クール、木曜ドラマ枠）
  - 東京独身男子（アズバーズ 2019年4月期クール、土曜ナイトドラマ枠）
  - M 愛すべき人がいて（ABEMA、角川大映スタジオ 2020年4月期クール、土曜ナイトドラマ枠）
  - 知ってるワイフ（フジテレビ、共同テレビ 2021年1月期クール、木曜劇場枠）
  - にじいろカルテ（アズバーズ 2021年1月期クール、木曜ドラマ枠）
  - プロミス・シンデレラ（TBS、共同テレビ 2021年7月期クール、火曜ドラマ枠）
- 単発・スペシャルドラマ
  - 弟（石原プロモーション 2004年11月）
  - ふなっしー探偵（フジテレビ、共同テレビ 2016年1月）
  - 叡古教授の事件簿（国際放映 2016年5月、土曜プライム枠）